# 2016년 5월 자블레 및 타르투스 폭탄 테러
2016년 5월 23일, 시리아의 해안 도시인 자블레와 타르투스에서 이슬람 국가에 의해 8번의 폭발이 진행됐다. 184명이 사망했고 최소 200명이 부상을 입었다. 가장 심각한 폭발 중 하나였던 자블레에 위치한 자블레 국립 병원에서의 폭발로 인해 약 43명이 사망하였다. . 국립 병원에서 일하던 몇 명의 의사와 간호사들도 사망했다. 타르투스에서의 폭발은 버스 정류장을 목표로 했다(자블레에서도 또한 버스 정류장을 목표로 했다.). 많은 폭발이 단지 몇 초 차이로 발생했다. .. 공격은 시리아에서 상대적으로 테러가 없는 지역에 발생했다. 공격을 받은 많은 시설들이 가동을 중단했다. 이 도시들은 러시아 군사 기지가 운영하는 정부가 관리하는 도시였다. 러시아는 타르투스에 해군 기지가 있고 자블레에 공군 기지가 있다.
한편 시리아 정부는 이들 도시 폭탄 테러의 배후인 카타르, 사우디아라비아와 터키를 고소하였다.